# Macanudo
Macanudo és una tira còmica diària argentina del dibuixant Liniers. Es va començar a publicar l'any 2002 al diari La Nación, a l'última pàgina del diari. Macanudo es publica en diaris i col·leccions de llibres de diversos països, com Brasil, Canadà (Quebec), República Txeca i Itàlia. Des del setembre de 2018, la tira es va començar a distribuir en anglès per King Features Syndicate.

## Personatges
Macanudo generalment segueix una línia argumental no lineal, però sovint es repeteixen diversos personatges:
- Henrietta (Enriqueta), una nena que llegeix molt, i amb una gran imaginació, el seu confident Fellini, un gat negre furtiu, i Mandelbaum (Madariaga), el seu osset de peluix.[6]
- L'home que tradueix títols de pel·lícules.
- Z-25, el robot sensible.
- Els duendes (gnomes), un grup de criatures fantàstiques sovint assimilades a causa de supersticions.
- Huberta i Gudrun, bruixes boscoses.
- Pingüins, comparats amb la humanitat en diverses ocasions.
- Oliverio l'olivera,
- El nen Martin (Martincito) i la seva amiga imaginària Olga, un monstre pelut blau.
- Cosa groga i cosa blava, dos éssers abstractes que apareixen junts
- L'home misteriós de negre
- El mateix Liniers, tant com a humà com com a conill antropomorfitzat
- Lorenzo i Teresita, una parella humana
- Johnson i el seu amic Carlitos, un ocellet blau
- Pablo Picasso
- La Guadalupe
- Alfio, la bola troglodita
- L'ermità de la muntanya
- José Luis, l'home infeliç
- La vaca cinèfila
- Granotes
- Extraterrestres
- Vaques
- "Gente que anda por ahi ", que es pot considerar un "segment" en el qual les persones normals anomenades amb els seus cognoms realitzen activitats normals.

## Obres recollides
Macanudo ha estat recollit en 5 volums publicats per Ediciones de la Flor:
- Macanudo Nº1 que recull les tires de juny de 2002 a novembre de 2003 (abril de 2004)
- Macanudo Nº2 que recull tires publicades entre 2003 i 2004 (abril 2005)
- Macanudo Nº3 (abril de 2006)
- Macanudo Nº4 (desembre 2006)
- Macanudo Nº5 (octubre de 2007)

Volums posteriors són publicats per Editorial Común:
- Macanudo Nº6 (2009)
- Macanudo Nº7 (2010)
- Macanudo Nº8 (2010)
- Macanudo Nº9 (2012)
- Macanudo Nº10 (2013)
- Macanudo Nº11 (2015)
- Macanudo Nº12 (2016)
- Macanudo Nº13 (2017)

Després de sindicar-se als EUA, Fantagraphics va començar a publicar les tires recopilades en anglès:
- Macanudo: Benvingut a un altre lloc (2022)
- Macanudo: L'optimisme és per als valents (2023)
- Macanudo: El camí del pingüí (2024)